# Suntory Beverage & Food France
Suntory Beverage & Food France (nom officiel Orangina-Schweppes) est une entreprise française spécialisée dans la fabrication et la distribution de boissons non alcoolisées. 
Elle appartient depuis 2009 au groupe Suntory.

## Histoire
En 2000, le groupe Pernod Ricard, qui possède les marques Orangina et Pampryl, fusionne ses deux filiales et donne naissance au groupe Orangina-Pampryl.
En 2001, Cadbury Schweppes rachète Orangina-Pampryl à Pernod Ricard. Elle est intégrée au sein de Cadbury Schweppes European Beverages, la division européenne de Cadbury Schweppes commercialisant des boissons, notamment Schweppes, détenu depuis 1969, ou Oasis et Gini, rachetées en 1990 au groupe Perrier.
En 2006, les entreprises Orangina-Pampryl et Schweppes France (autre filiale de Cadbury Schweppes) fusionnent pour donner naissance au groupe Orangina Schweppes, second acteur du marché des boissons non-alcoolisées en France, derrière Coca-Cola. Quelques mois plus tard, Cadbury Schweppes se sépare de son activité boissons en Europe (Cadbury Schweppes European Beverages), qui est acheté à égalité par les fonds d'investissement Lion Capital LLP (50 %) et The Blackstone Group (50 %) pour devenir le groupe Orangina,. Cadbury conserve néanmoins les activités nord-américaines, Cadbury Schweppes Americas Beverages, qui seront vendues en 2008 à ces mêmes fonds d'investissements et deviendront Dr Pepper Snapple Group.
En 2007, le groupe Orangina poursuit son expansion : en Europe de l'Est, par l'acquisition de Rosinka en Ukraine, et en France avec le rachat de Sirop Sport et des concentrés d’agrumes Pulco au groupe Belvédère-Marie Brizard. Il vend son usine de Nuits-Saint-Georges (Côte-d'Or) à Refresco.
En 2008, le groupe est renommé Orangina Schweppes Group. L'entreprise signe une charte d'engagements volontaires de progrès nutritionnels dans le cadre du PNNS,, elle parvient notamment à diminuer de 15 % en quatre ans la quantité de sucres ajoutés.
En novembre 2009, le nouveau groupe est racheté aux fonds d'investissement Lion Capital et Blackstone par le groupe japonais Suntory, pour un montant estimé à 2,6 milliards d'euros,,.
En 2011, Orangina Schweppes rachète les activités européennes et africaines de Sunny Delight à Procter & Gamble et prend le contrôle de l'Européenne d'Embouteillage.
En 2013, Orangina Schweppes se hisse à la seconde place du marché des boissons non-alcoolisées en France avec une part de marché en valeur de 17 %, derrière le groupe Coca-Cola avec 52,3 %.
En 2015, Orangina Schweppes est officiellement renommé Orangina Suntory France et déménage son siège social sur l'île de la Jatte à Neuilly-sur-Seine.
En mai 2016, Orangina Suntory France lance une nouvelle marque sur le segment des boissons au thé glacé, nommée May Tea.

## Marques
Orangina Suntory France possède ou exploite dans certains pays une vingtaine de marques, dont les cinq principales :
- Orangina
- Schweppes
- Oasis
- Pulco
- May Tea

Les autres marques sont :
- Banga
- Brut de pomme
- Canada Dry
- Champomy
- Dr Pepper
- Gini
- Pampryl
- Ricqlès

## Sites de production

### En France
La production du groupe Orangina Suntory France est répartie entre plusieurs embouteilleurs, dont Refresco et l'Européenne d'Embouteillage. Depuis le rachat de ce dernier en 2011, le groupe souhaite en faire son embouteilleur principal. Il possède 4 usines en France : 10 boulevard Monge à Meyzieu (Rhône), ZI Terre de Flein à Donnery (Loiret), 433 Chemin Des Matouses à Châteauneuf-de-Gadagne (Vaucluse) et 42 rue Émile-Zola à La Courneuve (Seine-Saint-Denis).